# Scopariopsis
Scopariopsis là một chi bướm đêm thuộc họ Noctuidae.